# سنگاپور پرس
سنگاپور پرس (به انگلیسی: Singapore Press) شرکت رسانه‌های گروهی سنگاپوری است، که در زمینه چاپ و انتشارات کتاب، روزنامه و مجلات، فیلم‌سازی، مدیریت شبکه‌ها و ایستگاه‌های رادیویی و تلویزیونی فعالیت می‌کند.
شرکت سنگاپور پرس در سال ۱۹۸۴ با ادغام ۳ شرکت انتشاراتی سنگاپوری تأسیس شد و در حال حاضر دارای ۱۸ روزنامه و هفته‌نامه، بیش از ۱۰۰ مجله و ۴۳ فروشگاه زنجیره‌ای کتاب می‌باشد.
دفتر مرکزی این شرکت در سنگاپور قرار دارد و بخشی از سهام آن در بازار بورس سنگاپور معامله می‌شود.